# Voivodat

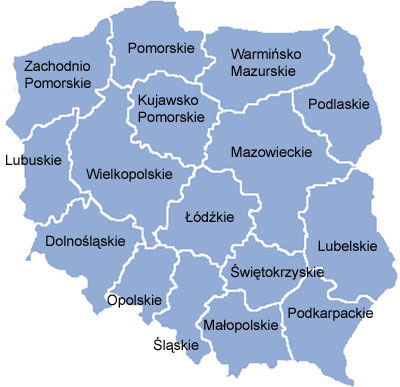
Els voivodats de Polònia segons la reorganització administrativa del 1999

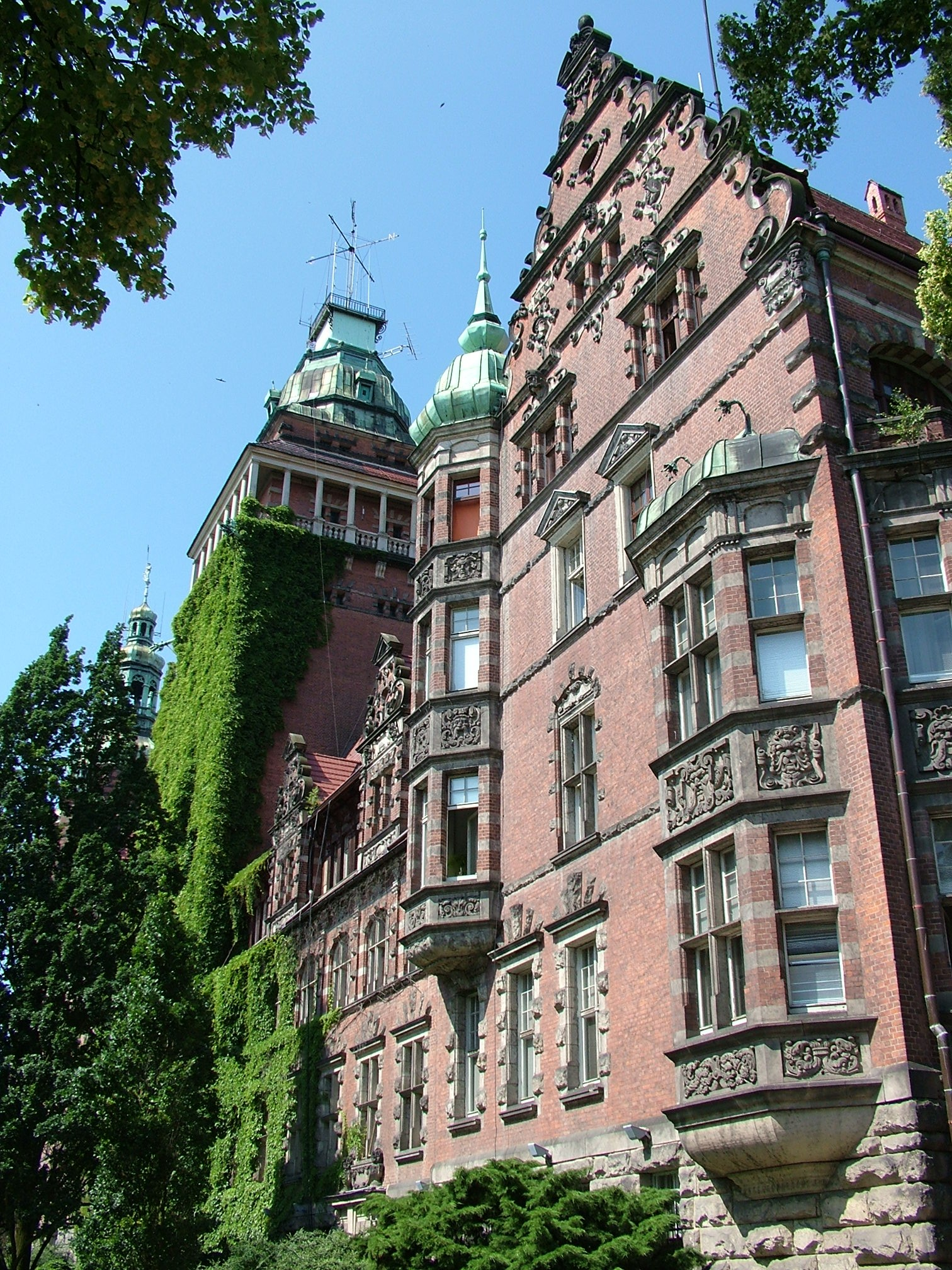
Pomerània Occidental - oficina a Szczecin

Un voivodat (en ucraïnès: воєводство, transcrit: voievodstvo; en romanès voievodat; en polonès województwo; en serbi vojvodina (војводина), vojvodstvo (војводство) o vojvodovina (војводовина); en hongarès vajdaság; en lituà vaivadija) és una unitat geogràfica administrava que es remunta a l'edat mitjana, existent històricament a Ucraïna, Romania, Hongria, Polònia, Lituània, Letònia, Rússia i Sèrbia, governada per un voivoda (voivode, wojewoda). Sorgeix a l'època medieval al Principat de Kíev o Rus de Kíev. El voivoda o voievoda (traducció literal: "aquell que dirigeix els guerrers", o "dirigent de guerres") era el comandant militar o governador. Es tradueix a vegades com a ducat, província, palatinat o districte administratiu. Actualment el voivodat (województwo) és la circumscripció territorial major en què es divideix administrativament Polònia, i el seu nom s'ha conservat en la denominació de la província autònoma sèrbia de la Voivodina.

## Llista de voivodats

### Moderns
- Voivodats de Polònia:
  - Baixa Silèsia
  - Cuiàvia-Pomerània
  - Gran Polònia
  - Łódź
  - Lublin
  - Lubusz
  - Masòvia
  - Opole
  - Petita Polònia
  - Podlàquia
  - Pomerània
  - Pomerània Occidental
  - Silèsia
  - Subcarpàcia
  - Santa Creu
  - Vàrmia i Masúria
- Sèrbia:
  - Voivodina

### Històrics
- Voivodats històrics en territori actual de Romania:
  - Moldàvia
  - Transsilvània
  - Valàquia
- Voivodats històrics en territori actual de Sèrbia:
  - Salan (segles IX-X)
  - Sermon (segle xi)
  - Radoslav Čelnik (1527-1530)
  - Voivodina Sèrbia (1848-1849)
  - Sèrbia i el Banat de Tamiš (1849-1860)
- Voivodats històrics en territori actual de Romania i Sèrbia:
  - Glad (segles IX-X)
  - Ahtum (segle xi)
- Voivodats de la Unió de Polònia i Lituània (1569-1795)
  - Bełz
  - Bracław
  - Brześć Kujawski
  - Chełmno
  - Cracòvia
  - Czernihów
  - Gniezno
  - Inowrocław
  - Kalisz
  - Kijów
  - Łęczyca
  - Lublin
  - Malbork
  - Masòvia
  - Płock
  - Podlàquia
  - Podòlia
  - Pomerània
  - Poznań
  - Rawa
  - Rutènia
  - Sandomierz
  - Sieradz
  - Volínia
- Voivodats històrics del Gran Ducat de Lituània:
  - Brest-Litovsk
  - Minsk
  - Mścisław
  - Nowogródek
  - Smolensk
  - Połock
  - Troki
  - Vitebsk
  - Wilno
- Voivodats històrics del Ducat de Livònia:
  - Dorpat (1598-1620)
  - Parnava (1598-1620)
  - Wenden (1598-1620)
  - Livònia (a partir de la dècada del 1620)
- Voivodats de Polònia (1921-1939):
  - Białystok
  - Cracòvia
  - Kielce
  - Łódź
  - Lublin
  - Lwów
  - Nowogródek
  - Polèsia
  - Pomerània
  - Poznań
  - Silèsia
  - Stanisławów
  - Tarnopol
  - Varsòvia
  - Volínia
  - Wilno
- Voivodats de Polònia (1945-1975):
  - Białystok
  - Bydgoszcz
  - Cracòvia
  - Gdańsk
  - Katowice
  - Kielce
  - Koszalin
  - Łódź
  - Lublin
  - Olsztyn
  - Opole
  - Poznań
  - Rzeszów
  - Szczecin
  - Varsòvia
  - Wrocław
  - Zielona Góra
- Voivodats de Polònia (1975-1998):
  - Biała Podlaska
  - Białystok
  - Bielsko-Biała
  - Bydgoszcz
  - Chełm
  - Ciechanów
  - Cracòvia
  - Częstochowa
  - Elbląg
  - Gdańsk
  - Gorzów
  - Jelenia Góra
  - Kalisz
  - Katowice
  - Kielce
  - Konin
  - Koszalin
  - Krosno
  - Legnica
  - Leszno
  - Łódź
  - Łomża
  - Lublin
  - Nowy Sacz
  - Olsztyn
  - Opole
  - Ostrołęka
  - Piła
  - Piotrków
  - Płock
  - Poznań
  - Przemyśl
  - Radom
  - Rzeszów
  - Siedlce
  - Sieradz
  - Skierniewice
  - Słupsk
  - Suwałki
  - Szczecin
  - Tarnobrzeg
  - Tarnów
  - Toruń
  - Varsòvia
  - Wałbrzych
  - Włocławek
  - Wrocław
  - Zamość
  - Zielona Góra